# Bale
 Ovo je glavno značenje pojma Bale. Za druga značenja pogledajte Bale (razdvojba).
Bale (tal. Valle) općina je u Jadranskoj Hrvatskoj. Nalaze se u Istarskoj županiji.

## Općinska naselja
Tri su naselja u sastavu općine (stanje 2006.), to su: 
- Bale – Valle,
- Golaš i
- Krmed.

## Zemljopis
Općina Bale graniči s gradom Rovinjom, općinama Kanfanar, Svetvinčenat i Vodnjan. Naselje je od Rovinja udaljeno 13, a od Pule 20 km. Općini pripadaju hridi Kolona i Porer.
Površina općine Bale iznosi 81,90 km2.

## Stanovništvo
Po popisu stanovništva iz 2001. godine, općina Bale imala je 1047 stanovnika, raspoređenih u 3 naselja:
- Bale – 886
- Golaš – 92
- Krmed – 69

### Nacionalni sastav, 2001.
- Hrvati – 510 (48,71 %)
- Talijani – 476 (45,46 %)
- Srbi – 12 (1,15 %)
- Mađari – 5 (0,48 %)
- Makedonci – 5 (0,48 %)
- Slovenci – 5 (0,48 %)
- Albanci – 3 (0,01 %)
- Crnogorci – 1 (0,01 %)
- Nijemci – 1 (0,01 %)
- Rusini – 1 (0,01 %)
- ostali – 25 (2,39 %)
- nepoznato – 3 (0,01 %)

Prema neslužbenim podacima iz 2005. godine općina Bale ima 1225 stanovnika.[nedostaje izvor]
| broj stanovnika | 1700  | 1729  | 1847  | 2033  | 2207  | 2657  | 2554  | 2649  | 1961  | 1439  | 1130  | 1038  | 1014  | 1064  | 1047  | 1127  | 1170  |
|                 | 1857. | 1869. | 1880. | 1890. | 1900. | 1910. | 1921. | 1931. | 1948. | 1953. | 1961. | 1971. | 1981. | 1991. | 2001. | 2011. | 2021. |

| broj stanovnika | 1700  | 1729  | 1547  | 1704  | 1784  | 2215  | 2088  | 2120  | 1496  | 1012  | 797   | 792   | 787   | 885   | 886   | 936   | 973   |
|                 | 1857. | 1869. | 1880. | 1890. | 1900. | 1910. | 1921. | 1931. | 1948. | 1953. | 1961. | 1971. | 1981. | 1991. | 2001. | 2011. | 2021. |

## Uprava
Za obavljanje izvršnih poslova, u općini se ne bira poglavarstvo, već njegove dužnosti obavlja Općinsko vijeće. Općinsko vijeće ima predsjednika, dva potpredsjednika i sastoji se od 11 članova. Predsjednik Općinskog vijeća obavlja dužnost Općinskog načelnika, a dužnost zamjenika općinskog načelnika obavljaju potpredsjednici Općinskog vijeća.
Dan općine je 1. svibnja, koji se obilježava u čast Blaženog Julijana, zaštitnika općine.
U općini Bale ravnopravna je službena uporaba hrvatskog jezika i jezika talijanske nacionalne manjine te latinično pismo, osim u mjestima Čubani, Golaš, Krmed i Pižanovac. Na području Općine svi javni natpisi ističu se na hrvatskom i talijanskom jeziku.

## Povijest
U blizini Bala pronađeni su fosili dinosaura. Najznačajniji fosili su fosili Histriasaurusa koji je otkriven na ovom lokalitetu. Od ostalih dinosaurskih fosila pronađeni su neidentificirani fosili koji su pripadali porodici Camarasauridae, kladovima Titanosauriformes, Somphospondyli, Theropoda i još jedan fosil neidentificiranog dinosaura. Također je pronađen fosil Campanellula capuensis koji pripada krednjacima roda Campanellula. Ove fosile opisao je Fabio Marco Dalla Vecchia od 1998. do 2005. godine.
Bale su nastale kao prapovijesna gradina, vjerojatno u brončano doba (2. tisućljeće pr. Kr.), a tome i danas svjedoči oblik naselja s kružnim ulicama oko vrha brežuljka. U rimsko doba život se preselio u okolna polja, gdje su nikle mnogobrojne rustične vile kao središta polčjoprivrednih imanja. U kasnoj antici se život vratio na gradinu i nastalo je utvrđeno naselje koje se 983. prvi put spominje kao Castrum Vallis. Naselje preraslo u utvrdu koja je branila pristup južnoj Puljštini. Nije poznato potječe li ime Bala (Valle, Vallis) od latinske riječi vallum znači "opkop", ili od vallis što znači (udolina, dolina).

## Gospodarstvo
Turizam je glavna uslužna djelatnost.

## Poznate osobe
- Blaženi Julijano Balski, franjevac, svećenik, (umro 1349.)
- Domenico Cernecca, jezikoslovac i novinar

## Spomenici i znamenitosti
- palača (kaštel) Soardo-Bembo, kaštel Bale, posjed obitelji Soardo i Bembo

Palača Soardo Bembo i danas je najveća zgrada u Balama. Nastala je od dvije četvrtaste obrambene kule. Na prijelazu iz 14. u 15. st. između ove dvije kule (do tada povezane mostom) izgrađen je stambeni dio palače ukrašen gotičkim kvadriforama. 
Prvi vlasnici palače bili su iz obitelji Soardo. Ostavši bez muških nasljednika 1618. Veronica Soardo udaje se za Alvisea Bemba čime palača prelazi u vlasništvo familije Bembo. Danas je zgrada obnovljena. Uglavnom je koristi Zajednica talijana.

## Obrazovanje
U školama s hrvatskim nastavnim jezikom uči se talijanski jezik, kao jezik društvene sredine, a u školama s talijanskim nastavnim jezikom, uči se hrvatski jezik.
- Last Minute Open Jazz Festival u organizaciji Akademije Svega
- Art Simpozij, u organizaciji Akademije Svega
  - Udruga građana "Kamene priče".
  - Jednogodišnja umjetnička izložba "Castrum Vallis"[4]
  - Ženska klapa "Castrum Vallis"[5]
- Jednogodišnja umjetnička izložba "Castrum Vallis"[6]
- Ženska klapa "Castrum Vallis"[7]

## Šport
U općini djeluju sljedeća sportska društva:
- NK Jedinstvo, nogometni klub
- Športsko ribolovno društvo Colone 04,
- Lovačko društvo Jarebica,
- Ženski rukometni klub Bale,
- Budokai klub Lav,
- Ženski odbojkaški klub Bale.

Postoje dva nogometna igrališta.

## Vanjske poveznice
- Službena stranica Općine Bale – Valle (hrv.)(tal.)
- Turistička zajednica Općine Bale – Valle (hrv.)(tal.)(engl.)
- Turistički vodič kroz Bale uz koji ćete moći planirati vaš odmor u Balama i Istri te otkriti povijesne, umjetničke i prirodne znamenitosti (hrv.)(tal.)(engl.)